# Maximilian (Kljujev)
Maximilian (světským jménem: Maxim Valerjevič Kljujev; * 16. července 1971, Irkutsk) je ruský duchovní Ruské pravoslavné církve, arcibiskup a metropolita irkutský a angarský.

## Život
Narodil se 16. července 1971 v Irkutsku.
Roku 1986 dokončil střední školu č. 12 v Irkutsku a roku 1990 nastoupil na Irkutskou technickou školu. Poté pokračoval ve studiu kybernetiky na Irkutské státní technické univerzitě. Od roku 1991 pracoval jako inženýr-programátor na letišti Irkutsk.
Od března 1992 sloužil v chrámu svatého archanděla Michaela v jeho rodném městě.
V letech 1998–2002 studoval dálkově na Tobolském duchovním semináři.
Dne 6. června 1998 byl arcibiskupem irkutským a angarským Vadimem (Lazebnym) rukopoložen na diákona a určen do služby chrámu Ikony Matky Boží Znamení.
Od roku 1998 přednášel Zákon Boží na pravoslavném ženském gymnáziu.
Roku 2000 organizoval dětský eparchiální tábor "Rodnički".
Dne 18. prosince 2004 byl arcibiskupem Vadimem postřižen na monacha se jménem Maximilian na počest svatého Maximiliana z Efezu. O den později byl rukopoložen na jeromonacha.
Roku 2004 se stal referentem irkutské eparchiální správy a roku 2006 jejím sekretářem. Od roku 2007 byl blagočinným 2. Irkutského okruhu.
Na Velikonoce roku 2008 byl povýšen na igumena.
V letech 2008–2011 byl představeným chrámů Zesnutí přesvaté Bohorodice v Irkutsku, chrámu Svaté Trojice ve vesnici Maximovščina a chrámu svatého Sofronia ve vesnici Šamanka.
Dne 6. října 2011 jej Svatý synod zvolil biskupem bratským a usť-ilimským. Dne 4. listopadu byl povýšen na archimandritu.
Dne 3. prosince 2011 byl oficiálně jmenován biskupem a 18. prosince proběhla v chrámu Zjevení Páně v Noginsku jeho biskupská chirotonie. Světiteli byli patriarcha moskevský Kirill, metropolita krutický a kolomenský Juvenalij (Pojarkov), metropolita saranský a mordovský Varsonofij (Sudakov), arcibiskup možajský Grigorij (Čirkov), arcibiskup istrijský Arsenij (Jepifanov), biskup Ilian (Vostrjakov), biskup vidnovský Tichon (Nědosekin), biskup serpuchovský Roman (Gavrilov) a biskup solněčnogorský Sergij (Čašin).
Dne 26. prosince 2019 byl jmenován metropolitou irkutským a angarským, hlavou irkutské metropole.
Dne 3. ledna 2020 byl v chrámu Zesnutí přesvaté Bohorodice v Moskvě povýšen na metropolitu.